# Allcinema

allcinema(일본어: オールシネマ 오루시네마[*])는 2003년에 만들어진 영화에 관한 데이터베이스를 제공하는 일본의 웹사이트이다. 예전 이름은 allcinema ONLINE이었다.